# Valentina Serova
Valentina Serova   (Moscou, 1846 - Moscou, 13 de juny de 1924), nascuda Valentina Semiónovna Bergman,rus: Валентина Семёновна Бергман, fou una compositora russa d'ascendència germano-jueva. La seva família s'havia convertit al luteranisme abans de néixer ella.

## Biografia
Els pares de Serova eren comerciants que gestionaven una botiga especialitzada en mercaderies colonials. Va estudiar breument al Conservatori de Sant Petersburg amb Anton Rubinstein, però va marxar per estudiar amb el compositor i crític Aleksandr Serov, conegut tant pels seus escrits com per la seva reeixida primera òpera Judith. Presentats per mitjà d'un amic comú, es va casar amb Serov el 1863 i el gener de 1865 va néixer el seu fill Valentín Serov. Valentín creixeria per convertir-se en un pintor famós, reconegut pels seus retrats.
Aleksandr Serov va morir d'un atac de cor el gener de 1871, i Valentina va completar l'últim acte de la seva tercera i última òpera, El poder de l'amistat. Va fer servir els seus esbossos i el record del que Alexandre li havia tocat al piano per acabar l'obra. El compositor Nikolai Soloviov, per disposició testamentària, la va ajudar amb algunes de les instrumentacions i en l'edició. L'òpera es va estrenar a l'abril de 1871, sense gaire èxit, inicialment; les reestrenes van resultar millor i va ser l'única òpera de Serov que es va representar en època soviètica.

## Segon matrimoni
Després de la mort de Serov, es va casar per segona vegada amb un metge, Vassili Nemtxinov, que va morir el 1881. Van tenir dos fills; un fill que va morir a la infància i una filla, Nadejda, que es va casar amb un membre de l'aristocràtica família de Jilinsk. El gendre i el net de Serova del matrimoni de Nadejda van ser executats durant el govern de Stalin. Un dels seus nets va morir a la Segona Guerra Mundial; l'altre era el pintor Dmitri Jilinski.

## Obra
L'experiència d'acabar l'òpera del seu primer marit va inspirar Serova a compondre les seves pròpies òperes. La seva primera òpera, Uriel Acosta, es va estrenar el 1885 al teatre Bolxoi de Moscou. Ella havia concorregut al consell de Txaikovski abans d'aquell mateix any, que li havia assenyalat diverses faltes. Valentina li va preguntar si li donaria algunes lliçons en harmonia, però li va recomanar que busqués el guiatge d'Anton Arenski. La seva segona òpera, Maria d'Orval, mai va ser interpretada i es considera perduda. La seva tercera òpera, Ilià Múromets, va ser escenificada amb èxit a Moscou el 1899 amb Fiódor Txaliapin al paper principal. La quarta i última òpera de Serova, Vstrepenulis, no s'ha conservat.
Serova va escriure crítiques musicals durant més de mig segle i va promoure l'ensenyament musical entre la gent. Va morir a Moscou el 26 de juny de 1924.

## Família
La germana de Valentina Serova, Adelaida, i el cunyat, Yakov Simonovich, van ser pedagogs de primera infància, i el 1863 van fundar el primer jardí d'infants de Rússia. El seu fill, Valentin, es va casar amb la seva filla adoptiva, Olga Trubnikova, i van tenir cinc fills amb descendència que ara viuen a Rússia, França, Xipre i el Líban.